# Abdij van Aulne
De  Abdij van Aulne is een voormalige cisterciënzer abdij, gelegen aan de bosrijke oever van de Samber, op het grondgebied van Gozée, nu een deelgemeente van de Belgische stad Thuin. De plek is genoemd naar de elzeboom (geslacht Alnus, in het Frans aulne), die hier wellicht in grote hoeveelheden voorkwam toen de abdij werd gesticht. De abdij was een van de belangrijkste en welvarendste van het prinsbisdom Luik.

## Geschiedenis
Volgens de plaatselijke legende zou de Abdij van Aulne gesticht zijn in 637, door de berouwvolle struikrover Landelinus, die ook de naburige Abdij van Lobbes stichtte. Deze werd door Ursmarus van Lobbes na zijn dood opgevolgd als abt. Tot het jaar 889, toen de abdij niet langer onder de voogdij van Lobbes ressorteerde, blijft de geschiedenis vrij duister. Onder het stimulerende bewind van Ursmarus, 2e prior van Lobbes, en van Pepijn van Herstal kende Aulne een snelle ontwikkeling. In 880 werd de abdij geplunderd door de Noormannen, waarna ze een vijftigtal jaren in puin bleef liggen, tot ze weer uit haar as verrees, door de tussenkomst van de Luikse bisschop Richarius (922-945).

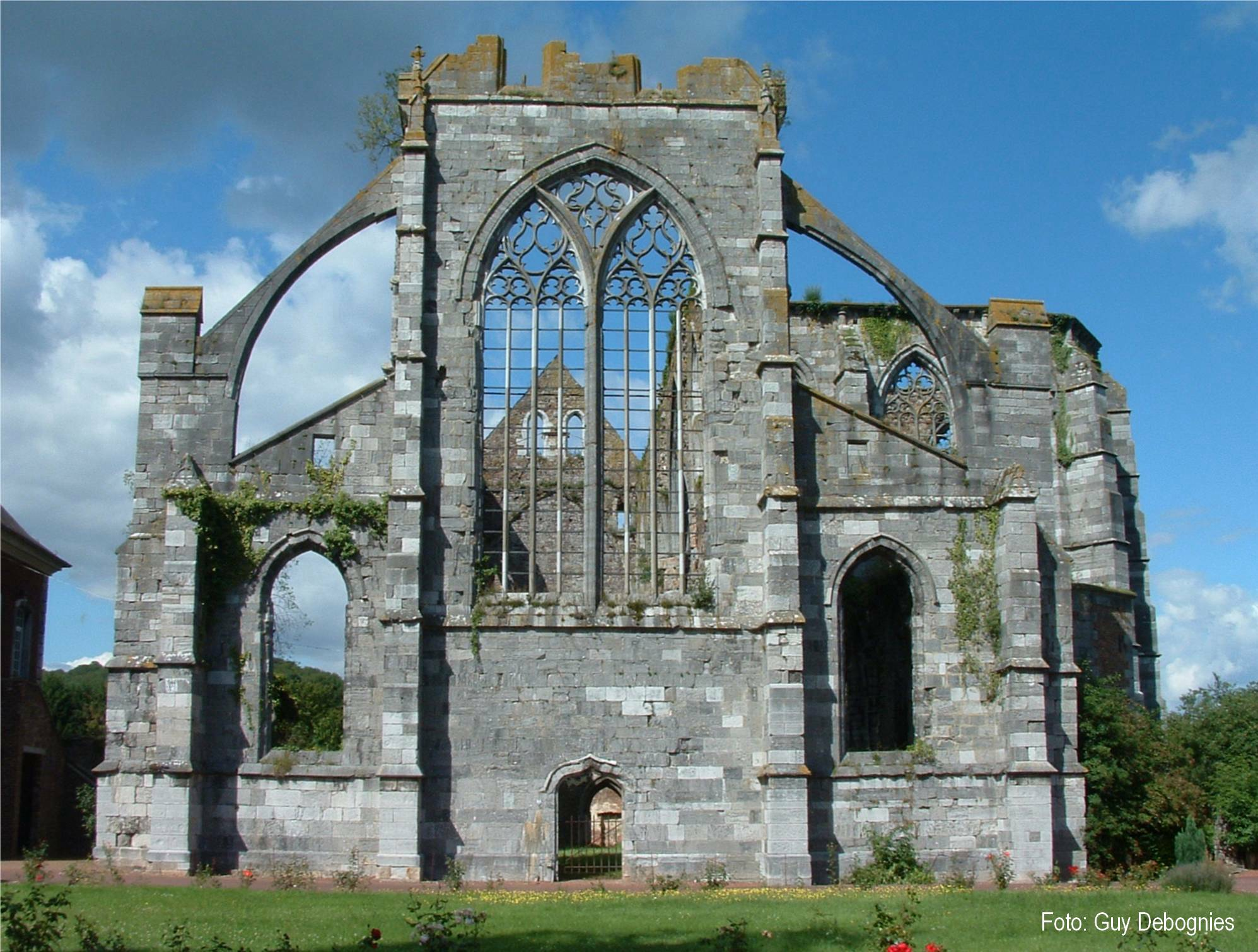
Aulne: de zuidelijke zijgevel

De monniken leefden vanaf de 10e eeuw volgens de strenge regel van de Keltisch christelijke Columbanus van Luxeuil. In 1147 schonk de Luikse prins-bisschop Hendrik II van Leyen (1145-1164) de abdij aan Bernardus van Clairvaux, waarna ze overgenomen werd door cisterciënzermonniken onder leiding van abt Franco, en dat was het begin van een totaal nieuwe periode. Vooral prins-bisschop Hugo II van Pierrepont (1202-1229) droeg in hoge mate bij aan de geestelijke en materiële welvaart.
De verdere geschiedenis van Aulne wordt gekenmerkt door afwisseling van luisterrijke perioden en tijden van rampspoed, oorlogen en plundering. De abdij verwierf uitgestrekte landerijen in de wijde omgeving, wat haar tot een van de machtigste van de Zuidelijke Nederlanden maakte. Ook beschikte zij over refugiehuizen in de steden Mechelen, Thuin, Hoei, Luik en Bergen, en sinds 1629 ook over een eigen college (Aulnecollege) aan de Leuvense universiteit. De kloosterbibliotheek herbergde meer dan 50.000 volumes en 4.000 handschriften. Bekende monniken waren Boudewijn (de latere bisschop van Seingallen en aartsbisschop van Vizia) en de theoloog Reginald de la Buissière.

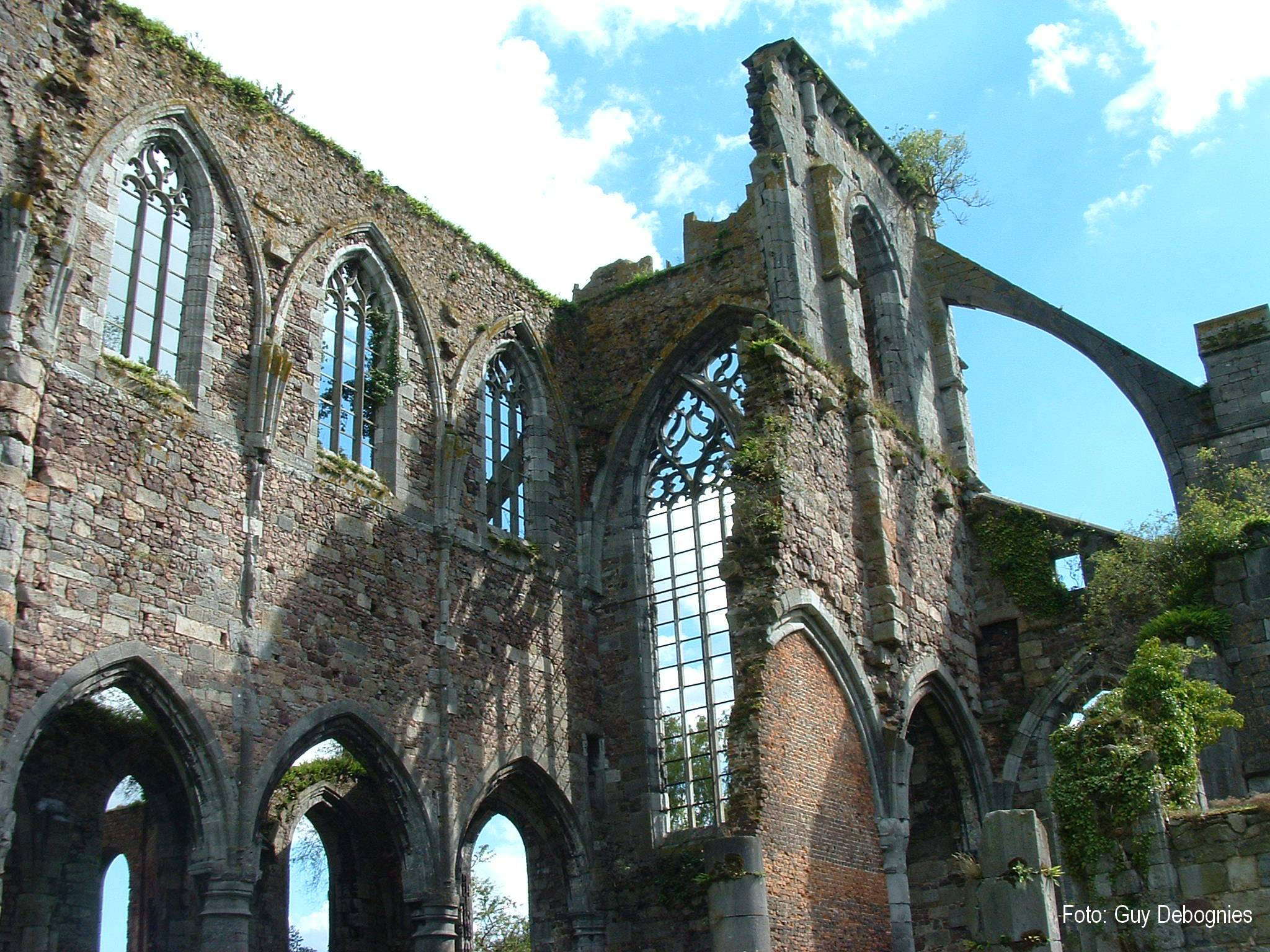
Aulne: de gotische spitsbogen van de dwarsbeuk

In de 15e eeuw had de abdij zwaar te lijden onder de plundering door de Bourgondiërs tijdens de oorlog tegen het prinsbisdom Luik (waartoe Aulne behoorde), in de 16e eeuw eerst onder de invasie van troepen van koning Hendrik II van Frankrijk, daarna onder de opstand van de Geuzen. In de 18e eeuw volgde een nieuwe bloeiperiode. Abt Carion de Thuin betaalde de schulden van de abdij af en zijn opvolger Barthélémy Lovant (1728-1753) liet zijn abdij, die aan natuurlijk én menselijk verval ten prooi was gevallen, grondig restaureren. Aulne werd met overdadige luxe herbouwd: de gotische abdijkerk (oorspronkelijk uit de 12e eeuw) kreeg een nieuwe voorgevel in barokstijl, de abdij had zijn eigen fabrieken, waaronder een leerlooierij en een brouwerij, en de vroegere vertrekken van de abt werden omgebouwd tot een luxueus gastenverblijf, terwijl de abt zelf zijn intrek nam in een nieuwe vleugel.

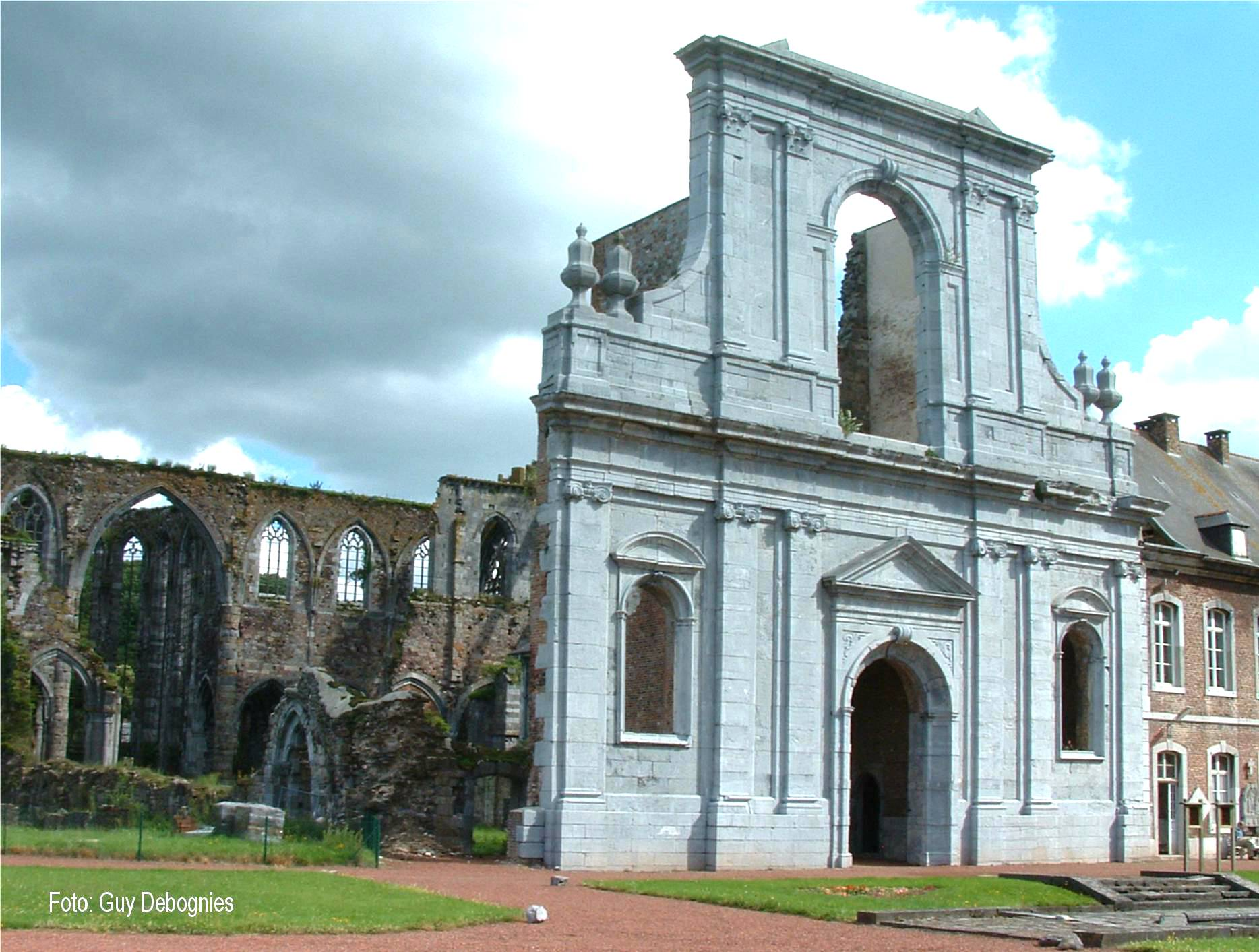
Aulne: de classicistische voorgevel van de abdijkerk

Rond 1775 waren de bouwactiviteiten eindelijk voltooid, maar de abdij was geen lang leven meer beschoren. In 1794 werd Aulne zodanig vernield dat er slechts een ruïne overbleef door het geweld van de Franse Revolutie, maar ook en vooral door de plaatselijke bevolking, die het al een tijdje moeilijk had met het autoritaire beleid van de invloedrijke abten (onder meer m.b.t. de graanprijzen) en nu de kans kreeg opgekropte haatgevoelens te luchten. Ook de schitterende bibliotheek ging in vlammen op. De monniken trokken zich daarna terug in de ommuurde abdijhoeve van Beaudribus, tot de kloosterorden in 1796 werden ontbonden.
In de 19e eeuw ten slotte werden bepaalde delen gerestaureerd, die een nieuwe bestemming kregen als retraitehuis. Ook werd, met materiaal uit de ruïnes, een nieuwe Sint-Jozefskerk gebouwd (in 1868, voltooid 1875).

## Gebouwen
De abdij kreeg haar grondplan in de loop van de 13e eeuw. In de 18e eeuw werd een nieuw abtenpaleis gebouwd en de eetzaal, ziekenzaal, slaapzalen en het klooster werden herbouwd volgens een nieuw plan.
De abdijkerk was gewijd aan Onze-Lieve-Vrouw. Het was een gotische kerk gebouwd in de loop van de 13e eeuw. Later werd een barokke gevel toegevoegd. Deze gevel en een dwarsbeuk en het koor zijn bewaard als ruïne. Het schip tussen beide is echter verdwenen.
De abdij was volledig ommuurd en tot de 18e eeuw was de poort van Landelies (13e eeuw) de enige toegang tot de abdij. Hier werd voedsel uitgedeeld aan de behoeftigen en op de verdieping woonde de monnik die belast was met de ontvangst van vreemdelingen. Deze toren is bewaard gebleven.
Het nieuwe abtenhuis was het enige deel van de abdij dat niet te lijden had van de brand in 1794 die de abdij grotendeels verwoestte.